# Mikrotehnika
Mikrotehnika je skup područja koje se bave istraživanjem, razvojem i primjenom dijelova, sklopova, uređaja i strojeva reda veličine 1 μm (0,001 mm = 0,000 001 m). To se područje minijaturizacije tehničkih dijelova danas ubrzano razvija, napose u dijelovima: 
- mikroelektronici,
- mikromehanici, to jest izradi mikrostrojeva i dijelova kao što su motori, crpke (pumpe), turbine, zupčanici, poluge, ležajevi, zglobovi, ventili i drugo,
- te u mikrooptici, to jest izradi optičkih dijelova i uređaja, napose za prijenos i obradu podataka uz pomoć svjetlosnih signala.

Mikrotehnički sklopovi i sustavi nerijetko su kombinacija mikroelektroničkih, mikromehaničkih i mikrooptičkih dijelova visokointegriranih u cjelinu, što mikrotehniku čini izrazito interdisciplinarnom. Mikrotehnički dijelovi, osim malih izmjera, odlikuju se serijskom proizvodnjom velike točnosti i preciznosti. Strukturno su i tehnološki najrazvijeniji mikroelektronički dijelovi, koji imaju i najdulju povijest, te mikrooptički dijelovi, a današnja su nastojanja usmjerena k razvoju postupaka izrade mikromehaničkih dijelova, njihove ugradnje (montaže) te ispitivanja kvalitete. Daljnjom minijaturizacijom mikrotehničkih dijelova prelazi se u područje nanotehnike.

## Objašnenje
Za izradu mikrotehničkih proizvoda razvijeno je i koristi se više postupaka. Za obradu odvajanjem čestica razvijeni su alatni strojevi koji se odlikuju submikrometarskom točnošću i preciznošću rada. Primjenjuju se postupci tokarenja, blanjanja, glodanja, bušenja, brušenja i erodiranja. Obradni strojevi opremljeni su posebnim mjernim sustavima, a alati se izrađuju od prirodnoga dijamanta, pri čem na primjer najmanja glodala mogu imati promjer vlasi kose. Tim se postupcima i obradnim sustavima mogu izrađivati obradci složenih, pa čak i slobodnih geometrijskih oblika, obično optički dijelovi, precizni ležajevi ili ispitna tijela. Za velikoserijsku proizvodnju proizvoda submikrometarskih izmjera posebno se pogodnim pokazao postupak LIGA, koji je spoj litografije, galvanskog oblikovanja i kalupljenja. Njime se mogu izrađivati dijelovi mikromotora i mikropogona, mikromehanizama, mikrooptičkih uređaja, optičkih osjetila i drugo. Veličina takvih izradaka iznosi od nekoliko mikrometara do nekoliko milimetara. Za izradu mikrodijelova koriste se i postupci mikroprešanja, posebice mikroinjekcijsko prešanje. Na primjer, pojedini dijelovi dobiveni tim postupkom imaju masu od samo 0,0008 grama, to jest 1 kilogram obuhvaća 1,25 milijuna dijelova. U mikromehanici se sklopovi izrađuju od više raznorodnih (heterogenih) dijelova, nerijetko izrađenih od različitih materijala (polimeri, keramički materijali, metali i slitine, staklo), pa se velika pozornost pridaje ugradnji (montaži) i postupcima spajanja: mikrolijepljenju, mikrolemljenju i laserskom zavarivanju.

## Primjena
Područja primjene mikrotehničkih proizvoda stalno se šire. Danas su ti proizvodi najbrojniji na području računalstva i telekomunikacija. Česta je i njihova primjena kao osjetnika (senzora) u industriji, vozilima, letjelicama i drugom. Tako se, na primjer, u automobile ugrađuju mikroosjetnici kao dio sustava za aktiviranje zračnih jastuka, ubrizgavanje goriva, regulaciju ovjesa, kočenje, za nadzor tlaka u pneumaticima, razine i kvalitete ulja za podmazivanje motora te kvalitete zraka u kabini. U medicinskoj tehnici mogućnosti primjene tek se istražuju, napose na području minimalno invazivne kirurgije, u liječenju krvožilnoga sustava i drugog. U kemijskoj i biokemijskoj tehnologiji razvija se primjena mikromiješalica, mikroizmjenjivača topline, mikrofiltracijskih i mikrodozirnih sustava te mikroreaktora, koji pokazuju prednosti zahvaljujući izrazito velikom omjeru ploštine i obujma dijelova, kratkih putova i vremena reakcije.

## Vanjske poveznice
- Mikrotehnika Hrvatska tehnička enciklopedija, portal hrvatske tehničke baštine. LZMK